# Man Pei Tak
Man Pei Tak est un footballeur hongkongais né le 16 février 1982. Il évolue au poste de milieu défensif.

## Carrière

### Joueur
- 2000-2001 : Kitchee SC  Hong Kong
- 2001-2006 : Hong Kong Rangers  Hong Kong
- Depuis 2006 : South China  Hong Kong

## Sélections
Man Pei Tak fait ses débuts en équipe nationale de Hong Kong le 10 novembre 2003 contre la Thaïlande.
38 sélections et 1 but avec  Hong Kong depuis 2003.

## Statistiques
As of 23 August 2011
| Club        | Saison  | Championnat de Hong Kong de football | Championnat de Hong Kong de football | Senior Shield | Senior Shield | Coupe de la Ligue de Hong Kong de football | Coupe de la Ligue de Hong Kong de football | Coupe d'Angleterre de football | Coupe d'Angleterre de football | Coupe de l'AFC | Coupe de l'AFC | Total  | Total |
| Club        | Saison  | Matchs                               | Buts                                 | Matchs        | Buts          | Matchs                                     | Buts                                       | Matchs                         | Buts                           | Matchs         | Buts           | Matchs | Buts  |
| ----------- | ------- | ------------------------------------ | ------------------------------------ | ------------- | ------------- | ------------------------------------------ | ------------------------------------------ | ------------------------------ | ------------------------------ | -------------- | -------------- | ------ | ----- |
| South China | 2006-07 | 16                                   | 0                                    | 4             | 0             | 5                                          | 0                                          | 2                              | 0                              | -              | -              | 27     | 0     |
| South China | 2007-08 | 14                                   | 0                                    | 2             | 0             | 6                                          | 0                                          | 1                              | 0                              | 4              | 0              | 27     | 0     |
| South China | 2008-09 | 19                                   | 2                                    | 2             | 0             | 1                                          | 0                                          | 2                              | 0                              | 6              | 1              | 30     | 3     |
| South China | 2009-10 | 7                                    | 0                                    | 1             | 0             | -                                          | -                                          | 1                              | 0                              | 6              | 0              | 15     | 0     |
| South China | 2010-11 | 9                                    | 0                                    | 2             | 0             | 4                                          | 0                                          | 1                              | 0                              | 3              | 0              | 19     | 0     |
| South China | 2011-12 | 0                                    | 0                                    | 0             | 0             | 0                                          | 0                                          | 0                              | 0                              | -              | -              | 0      | 0     |
| South China | Total   | 65                                   | 2                                    | 11            | 0             | 16                                         | 0                                          | 7                              | 0                              | 19             | 1              | 118    | 3     |

### Buts en sélection
| Buts en sélection de Man Pei Tak | Buts en sélection de Man Pei Tak | Buts en sélection de Man Pei Tak   | Buts en sélection de Man Pei Tak | Buts en sélection de Man Pei Tak | Buts en sélection de Man Pei Tak | Buts en sélection de Man Pei Tak         |
|                                  | Date                             | Lieu                               | Adversaire                       | Score                            | Résultat                         | Compétition                              |
| -------------------------------- | -------------------------------- | ---------------------------------- | -------------------------------- | -------------------------------- | -------------------------------- | ---------------------------------------- |
| 1.                               | 27 août 2009                     | Stade national, Kaohsiung (Taïwan) | Guam                             | 1-0                              | 12-0                             | Éliminatoires Coupe d'Asie de l'Est 2010 |

NB : Les scores sont affichés sans tenir compte du sens conventionnel en cas de match à l'extérieur (Hong Kong-adversaire)

## Palmarès

### Club
- Avec South China
  - Champion de Hong Kong en 2007, 2008, 2009 et 2010.
  - Vainqueur de la Coupe de Hong Kong en 2007.
  - Vainqueur de la Coupe de la Ligue hongkongais en 2008.